# ستيف روجرز (كرة سلة)
ستيف روجرز (بالإنجليزية: Steve Rogers)‏ مواليد 30 يوليو 1968 في مونتغومري، هو مدرب كرة سلة أمريكي ولاعب معتزل. بدأ مسيرته الاحترافية في سنة 1992. تم اختياره من قبل فريق بروكلين نتس خلال الدرافت. يبلغ طوله 6 قدم 5 بوصة (2.0 م). اعتزل اللعب في 2003.

## المسيرة الاحترافية
لعب مع بوكا جونيورز في موسم 1993–1994، ثم لعب مع نادي طوفاس الرياضي في الدوري التركي من سنة 1994 إلى 2000، ثم لعب مع نادي داروشافاكا لكرة السلة في موسم 2000–2001، ثم لعب مع ستراسبورغ أي جي في الدوري الفرنسي في موسم 2001–2002، ثم لعب مع منز سانا 1871 باسكت في سنة 2002، ثم لعب مع تورك تيليكوم في الدوري التركي في موسم 2002–2003.

## روابط خارجية
- ستيف روجرز على موقع سبورتس رفرنس (الإنجليزية)
- ستيف روجرز على موقع كرة السلة الأوروبية.كوم (الإنجليزية)
- ستيف روجرز على موقع كلية كرة السلة في سبورتس رفرنس.كوم (الإنجليزية)
- ستيف روجرز على موقع ريلجم (الإنجليزية)
- ستيف روجرز على موقع بروبوليرز (الإنجليزية)
- ستيف روجرز على موقع سبورتس رفرنس (الإنجليزية)